# Winfried Wolk
Winfried Wolk (* 16. Juni 1941 in Breitenbrunn) ist ein deutscher Grafiker und Maler.

## Leben und Werk
Wolk absolvierte nach dem Abschluss der Erweiterten Oberschule und dem Dienst bei der Nationalen Volksarmee von 1961 bis 1963 eine Lehre als Schriftsetzer. Von 1963 bis 1969 studierte er freie Grafik und Malerei bei Bernhard Heisig, Wolfgang Mattheuer und Werner Tübke an der Hochschule für Grafik und Buchkunst Leipzig. Er gehörte zur ersten Schülergeneration der „Leipziger Schule“. Seit 1970 ist er als Maler und Grafiker selbständig tätig, seit 1971 in Crivitz-Gädebehn, wo er eine Büdnerei zum Wohn- und Atelierhaus ausbaute. Wolk ist ein brillanter Zeichner und Maler. Er beherrscht meisterlich grafische Techniken wie Radierung und Lithografie. Ab 1974 beschäftigte er sich mit der Technik des Siebdrucks, wobei er sich von den Arbeiten John Heartfields anregen ließ. Es entstanden mehrere grafische Folgen, die auf Zeitereignisse reagierten („Kommt seht das Blut in den Straßen“, „Der gewöhnliche Faschismus“, „Menschheitsträume“).
1976 bis 1978 war Wolk Dozent an der Bezirkskulturakademie Schwerin, danach künstlerischer Leiter der Galerie Crivitz. Er hatte in der DDR und im Ausland eine bedeutende Zahl von Einzelausstellungen und Ausstellungsbeteiligungen, u. a. von 1972 bis 1988 an der VII. bis X. Kunstausstellung der DDR in Dresden. 1986 unternahm er Studienreisen nach Indien und Nepal. Im August 1989 reist er mit einem befristeten Visum mit einer Ausstellung seiner Bilder in die Bundesrepublik. Die Verschärfung der Krise der DDR veranlasste ihn im Herbst 1989, zur Gewaltlosigkeit aufzurufen und Reformen zu fordern. Dadurch wurde er in der Zeit des Untergangs der DDR zu einer wichtigen politischen Stimme.
Seit 1992 beschäftigt sich Wolk intensiv mit digitalen Medien. Er ist einer der ersten Künstler, die die Methode des Display-Paintings nutzen, bei dem mit Pixeln und elektronischen Pinseln auf dem LCD-TV gearbeitet wird.
1996 hielt Wolk Vorlesungen an der Hochschule für Musik und Theater Hamburg, 1997 bis 2000 war er Dozent an der DEKRA-Akademie in Stralsund und 2001 bis 2007 Dozent für Naturstudium und digitale Medien an der Design-Schule Schwerin.

## Mitgliedschaften
- 1970–1990: Verband bildender Künstler der DDR; ab 1974 Mitglied des Zentralvorstands und 1978–1983 Leiter der zentralen Arbeitsgruppe junger Künstler
- bis 1990: Christlich-Demokratische Union Deutschlands, ab 1978 Mitglied des Hauptvorstandes

## Ehrungen (Auswahl)
- 1974: Förderpreis der Ausstellung „Junge Künstler der DDR“
- 1977: Fritz-Reuter-Kunstpreis des Bezirkes Schwerin
- 1977: Erich-Weinert-Medaille
- 1987: Ehrung im Wettbewerb Schönste Bücher der DDR
- 1988: Kunstpreis der DDR
- 1989: Bronzemedaille der Internationalen Buchkunstausstellung iba Leipzig
- 2000: Designpreis Mecklenburg-Vorpommern
- 1993: Kunstpreis der Deutschen Angestellten-Gewerkschaft

## Museen und öffentliche Sammlungen mit Werken Wolks (unvollständig)
- Beeskow: Kunstarchiv Beeskow[5]
- Berlin: Bundeskunstsammlung
- Berlin: Berlinische Galerie
- Chemnitz: Kunstsammlungen am Theaterplatz
- Frankfurt/Oder: Brandenburgisches Landesmuseum für moderne Kunst
- Leipzig: Museum der Bildenden Künste
- Schleswig: Landesmuseum für Kunst und Kulturgeschichte
- Schwerin: Staatliches Museum Schwerin
- Stendal: Winckelmann-Museum[6]
- Zeitz: Museum Schloss Moritzburg[6]

### Im Ausland
- Bratislava: Slowakische Nationalgalerie
- Kuopio: Kuopio Museum
- Lublin: Nationalmuseum
- Kathmandu: Nepal Academy
- Widin: Kunstmuseum

## Weitere Werke (Auswahl)

### Kunst im öffentlichen Raum (Auswahl)
- Wachsen und Blühen (1974/1975, Glasapplikation in der Poliklinik Schwerin-Lankow)
- Der schöpferische Gedanke (1979, Glasapplikation in der Poliklinik Schwerin-Lankow; 1993 zerstört)

### Buchillustrationen (Auswahl)
- E.T.A. Hoffmann: Meister Martin der Küfner und seine Gesellen. Union-Verlag, Berlin, 1976
- Vaclav Erben: Das unrühmliche Ende des Ritter Bartholomäus. Verlag Neues Leben, Berlin, 1984
- Arno Reinfrank: Die Rettung durch Noah. Erzählungen. Union Verlag, Berlin, 1988

### Eigene Publikationen (Auswahl)
- Zwischen Karneval und Aschermittwoch. Malerei, Zeichnung, Grafik. Bilder aus drei Jahrzehnten. Ausstellungskatalog. Kerber Verlag, Bielefeld/Berlin 2011, ISBN 978-3-86678-546-5.
- Vom ungewissen Reisen ins Ungewisse. Reisebilder aus Indien und Nepal. Kerber Verlag, Bielefeld/Berlin 2012, ISBN 978-3-86678-677-6.
- Vom Verhalten in Grenzgebieten. Zwischen Erfolgen und Niederlagen. Kerber Verlag, Bielefeld/Berlin 2014, ISBN 978-3-86678-997-5.

## Einzelausstellungen (unvollständig)
- 1983: Berlin, Galerie Unter den Linden (Malerei – Siebdrucke – Radierungen – Handzeichnungen)
- 1988: Erfurt, Galerie erph (Zeichnungen und Druckgrafik)
- 2011: Neustadt-Glewe, Galerie in der Burg
- 2011: Beeskow, Burg Beeskow (Zwischen Narragonien und dem Niemandsland. Malerei, Zeichnung und Grafik aus drei Jahrzehnten)